# CENTO
A CENTO (Central Treaty Organization, azaz a Központi Szerződés Szervezete) egy ázsiai katonai tömb volt a hidegháború során. Az ún. Bagdadi Paktum megkötése révén METO (Middle East Treaty Organization, Közel-keleti Szerződés Szervezete) néven jött létre 1955-ben. Törökországot, Irakot, Iránt, Pakisztánt és az Egyesült Királyságot tömörítette az Amerikai Egyesült Államok külső támogatásával. Irak kiválása után, 1959-ben vette fel a CENTO nevet. Célja az volt, hogy a NATO-t és a SEATO-t kiegészítő védelmi blokkot hozzon létre a térségben a Szovjetunió ellenében. 1979-ben bomlott fel Irán és Pakisztán kilépésével.

## Előzmények
A nyugati hatalmak már az 1950-es évek elején felvetették a közel-keleti térségben létrehozandó katonai tömörülés szükségességét, azonban a Törökországot, Izraelt és bizonyos arab államokat összefogó Közel-keleti Védelmi Parancsnokság terve a zsidó államot el nem ismerő, azzal még elvileg háborúban álló arab országok tiltakozása miatt megbukott 1951-ben, mindössze annyit sikerült elérni, hogy Törökország 1952-ben belépett a NATO-ba. Az 1953-ban hatalomra kerülő Dwight D. Eisenhower elnök külügyminisztere, John Foster Dulles felújította a törekvést, és 1953 májusában a térségbe látogatott. Ekkor egy új brit védelmi tervről próbált tárgyalni, ami a Szuezi-csatorna közös brit–francia–egyiptomi használatát biztosította volna, de izraeli látogatásával kiváltotta Kairó ellenállását.
Az arab–izraeli ellentét nem tűnt kiküszöbölhetőnek, így alternatív megoldási lehetőség merült fel a török elnök, Celal Bayar részéről, ami egy arab részvétel nélküli szövetséggel számolt. Ennek másik pillérét Pakisztánban találta meg. 1954 áprilisában alá is írták a török–pakisztáni barátsági és együttműködési szerződést Karacsiban. (Pakisztán az év szeptemberében a SEATO alapító tagja is lett.) Számítani lehetett az amerikai segítséggel trónját megőrző Mohammad Reza Pahlavi iráni sah támogatására is.
Az arab államok közt meghatározó Egyiptomban 1952 júliusában a Gamal Abden-Nasszer (helytelenül Nasszer) vezette Szabad Tisztek Mozgalma vette át a hatalmat, megdöntve a monarchiát. Az eleinte Amerika felé tájékozódó új vezetés fő törekvése a brit jelenlét felszámolása volt, amely téren – immár Abden-Nasszer elnöksége alatt – 1954 októberében tudtak sikert felmutatni: a britek vállalták, hogy minden csapatukat kivonják az országból, de fenntarthatták maguknak a jogot a Szuezi-csatorna térségében levő támaszpontokra való visszatérésre. Ezt az angol–egyiptomi enyhülést és török–pakisztáni közeledést tetőzte volna be Irak bevonása egy szövetségbe, hogy a teljes ún. „északi harmad” részt vegyen a szovjetek elszigetelésében. Az iraki közeledés jeleként 1954 áprilisában amerikai segítségnyújtási egyezmény született Núri asz-Szaíd kormányával, amely 1955 januárjában úgy döntött, hogy megszakítja kapcsolatait a Szovjetunióval.

## A szerződés tartalma
Az 1955. február 25-én Bagdadban arab, török és angol változatban aláírt, nyolc cikkelyből álló szerződés lényege, hogy Irak és Törökország a térség békéjének fenntartása céljából és korábbi, 1946-ban kötött barátsági egyezményüknek érvényt szerezve „együttműködnek biztonságuk és békéjük érdekében”. Ennek konkrét módozatait utóbb, különmegállapodásokkal fogják meghatározni. A szerződő felek vitás ügyeiket békés úton rendezik és nem avatkoznak egymás belügyeibe. Az egyezményhez az Arab Liga bármely tagja és a régió békéjében érdekelt államok bármelyike csatlakozhat. Ha a paktumot legalább négy kormány aláírja, úgy állandó miniszteri szintű tanácsot kell létesíteniük. A szerződés az egyes kormányok megerősítése nyomán lép érvénybe és öt évre szól. Amennyiben a tagállamok nem jelzik kilépési szándékukat, az együttműködés további öt évre automatikusan meghosszabbodik.

## Következmények
A Bagdadi Paktumhoz még megkötése évében csatlakozott Nagy-Britannia, Pakisztán és végül Irán is, míg az Amerikai Egyesült Államok megfigyelőként vett részt a létrejövő szervezet munkájában, és külön kétoldalú szerződéseket kötött a tagokkal anélkül, hogy aláírta volna az egyezményt. A felálló szervezet központja az iraki főváros lett. Egyiptom és a többi arab állam tervezett bevonása azonban nem sikerült, mivel Nasszer féltette Egyiptom hagyományos hatalmi pozícióit az arab világon belül. Irak ugyanis a második világháború óta szorgalmazta, hogy a Hásimita-dinasztia vezetésével egyesíteni kellene a termékeny félhold országait (ld. Termékeny félhold-terv), és a Bagdadi Paktum pozícióinak megerősödésével fenyegetett.
Az egyiptomi elnök már a paktum megkötése előtt sérelmezte a török–iraki közeledést, majd 1955 márciusában hármas – utóbb Jemen bevonásával négyessé bővülő – katonai együttműködési szerződést kötött az iraki terveket szintén veszélyesnek ítélő Szíriával és Szaúd-Arábiával. 1955 áprilisában látogatást tett Indiában, majd az indonéziai Bandungban Josip Broz Tito jugoszláv és Dzsaváharlál Nehru indiai elnökkel megalakította az el nem kötelezettek mozgalmát. Még a szintén Hásimiták uralta Jordánia sem írta alá az egyezményt, noha Huszejn király eredetileg támogatóan nyilatkozott róla. A Szovjetunió természetszerűen elítélte a katonai tömb létrehozását, amit a nyugati hatalmak imperializmusa újabb lépésének nyilvánított.

## A Paktumtól a CENTO-ig
Az 1956-os szuezi válság súlyosan megrendítette a paktumot aláíró britek presztízsét, miközben Abden-Nasszer hatalmas erkölcsi győzelmet aratott. A válaszul 1957-ben meghirdetett Eisenhower-doktrína mindinkább az országa számára nagy gazdasági segítséget nyújtó Moszkva felé terelte az egyiptomi elnököt. Az általa képviselt pánarab eszme megvalósulásaként 1958-ban létrejött Egyesült Arab Köztársaság megszületése rendkívüli hatást váltott ki a Közel-Keleten: 1958 júliusában Abd al-Karím Kászim megbuktatta II. Fejszál iraki királyt és Núri asz-Szaíd kormányát, bejelentve, hogy ezentúl bandungi irányvonalat kíván folytatni a külpolitikában, Libanonban pedig az Eisenhower-doktrínára hivatkozva amerikai csapatok akadályozták meg a nasszerista hatalomátvételt. Jordániába is brit ejtőernyősöket vezényeltek.
A libanoni beavatkozást a Bagdadi Paktum aláírói közül egyedül az új iraki vezetés nem volt hajlandó elfogadni, és 1959-ben bejelentette kilépését a szervezetből. A szövetség ekkor székhelyét Bagdadból Ankarába helyezte át, és felvette a CENTO (Központi Szerződés Szervezete) nevet.

## A CENTO évtizedei és megszűnése
Az Egyesült Államok ebben a szervezetben sem vállalt tagságot, ismét kétoldalú egyezményekkel kötötte magát a résztvevőkhöz. Az új katonai tömb két évtizeden át működött Ankara központtal. Itt kaptak helyet legfelső szervei: az Állandó Tanács (a külügyminiszterek részvételével), a Titkárság, az Állandó Katonai Bizottság (vezérkari főnökök) és a „Felforgató mozgalmak elleni harc bizottsága”. Tényleges szerepet azonban nem tudott betölteni fennállása során.
Felbomlását az 1978-ban kitört iráni forradalom okozta, ami 1979-ben elűzte a nyugatbarát Mohammad Reza sahot, és kikiáltotta az Iráni Iszlám Köztársaságot. Az új rezsim viszonya drasztikusan megromlott az Egyesült Államokkal és szövetségeseivel, ezért kilépett a CENTO-ból. Példáját még abban az évben a szövetségnek immár hasznát nem látó Pakisztán is követte (az állam egyébként 1973-ban a SEATO-ból is kilépett, mivel nem kapott segítséget az India elleni háborúban). Ennek következtében a két NATO-tagra, Törökországra és Egyesült Királyságra olvadt CENTO-ra már nem volt szükség, így feloszlott.